# Anablepsoides ornatus
Anablepsoides ornatus es un pez de agua dulce la familia de los rivulines en el orden de los ciprinodontiformes.

## Morfología
De cuerpo alargado y color plateado con lunares rojos, los machos pueden alcanzar los 4 cm de longitud máxima.

## Distribución geográfica
Se encuentran en ríos de Sudamérica, en la cuenca del río Amazonas en Brasil.

## Hábitat
Viven en pequeños cursos de agua entre 24 y 30°C, de comportamiento bentopelágico y no migrador.
No es un pez estacional. Es difícil de mantener en acuario.